# Center for the Study of Carbon Dioxide and Global Change
Le Center for the Study of Carbon Dioxide and Global Change est une organisation à but non lucratif 501(c)(3) basée à Tempe, en Arizona. Il est considéré comme un groupe de façade pour l'industrie des combustibles fossiles, afin de faire la promotion du déni du réchauffement climatique,. Le Centre produit un bulletin hebdomadaire en ligne intitulé CO2 Science.
Le Centre est fondé et dirigé par Craig D. Idso, avec Sherwood B. Idso, son père, et Keith E. Idso, son frère. Ils proviennent de milieux agricoles. Le Centre conteste vivement le consensus scientifique sur le réchauffement climatique présenté dans les rapports d'évaluation du GIEC et estime que le réchauffement climatique sera bénéfique pour l'humanité.

## Financement
Selon les archives de l'IRS, la Fondation ExxonMobil a accordé une subvention de 15 000 $ au centre en 2000. Un autre rapport indique qu'ExxonMobil a ensuite versé 55 000 $ supplémentaires pour le centre. ExxonMobil a déclaré qu'elle finançait « des organisations qui cherchent des réponses à des questions politiques importantes et promeuvent une discussion éclairée sur des questions d'intérêt direct pour l'entreprise. [. . . ] Ces organisations ne parlent pas en notre nom, et nous ne contrôlons pas non plus leurs points de vue et leurs messages ».
Le centre a également été financé par Peabody Energy, la plus grande compagnie minière américaine.

## Réception
Un article de décembre 2009 dans le magazine Mother Jones précise que le Centre est un promoteur de la désinformation sur le climat, avec un rôle de premier plan dans la promotion du déni du réchauffement climatique.